# Jackson Scholz
Jackson Volney Scholz (Buchanan, 15 de março de 1897 – Delray Beach, 26 de outubro de 1986) foi um velocista e campeão olímpico norte-americano.
Apelidado na juventude de "Raio de Nova York", competiu pela Universidade do Missouri e pelo Newark Athletic Club; apesar de extremamente bem sucedido em Jogos Olímpicos, foi campeão nacional amador apenas uma vez, em 1925, nas 220 jardas do campeonato da Amateur Athletic Union.
Participou de três Jogos, o primeiro deles em Antuérpia 1920, onde conquistou a medalha de ouro integrando o revezamento 4x100 m americano junto com Charlie Paddock, Loren Murchison e Morris Kirksey, quebrando o recorde mundial – 42s2; nos 100 m rasos individuais, ficou em 4º lugar. Mais tarde, naquele mesmo ano, igualaria o recorde mundial dos 100 m – 10s6 – em Estocolmo. Quatro anos depois, em Paris 1924, ele era o favorito prara vencer os 200 m e os 100 m. Conquistou o ouro nos 200 m mas acabou batido nos 100 m pelo britânico Harold Abrahams. Participou pela última vez em Amsterdã 1928, aos 31 anos, ficando em quarto lugar nos 200 metros, depois de uma decisão por photofinish, em que ele e o alemão Helmut Körnig chegaram com o mesmo tempo.
Foi o primeiro atleta a disputar a final individual de três provas de velocidade em três Jogos Olímpicos diferentes.

## Cinema, televisão e literatura
A prova em que Scholz, franco favorito, perdeu para Harold Abrahams em Paris 1924, é uma das cenas mais clássicas do mundo dos esportes do cinema mundial. Ela foi revivida no filme Carruagens de Fogo, de 1981, vencedor do Oscar de melhor filme daquele ano. No filme, Abrahams é vivido por Ben Cross e Scholz por Brad Davis.
Durante os Jogos Olímpicos de Los Angeles 1984, Scholz fez um comercial de televisão junto com Ben Cross para a American Express. Aos 87 anos de idade, numa brincadeira entre os dois numa mesa de restaurante, ele se recusa a aceitar que Cross (que apenas representou Abrahams no cinema)  o derrotou, "Você" não me derrotou!", fingindo indignação. Mostrando ser "ainda muito rápido" ele vence Cross para pegar a guia do pagamento do cartão de crédito. O comercial foi extremamente popular no país na época.
Formado em jornalismo, depois de ser afastar das pistas se tornou conhecido como escritor. Durante 31 anos escreveu 31 livros de ficção sobre esportes para crianças.